# 1312
Évszázadok: 13. század – 14. század – 15. század
Évtizedek: 1260-as évek – 1270-es évek – 1280-as évek – 1290-es évek – 1300-as évek – 1310-es évek – 1320-as évek – 1330-as évek – 1340-es évek – 1350-es évek – 1360-as évek
Évek: 1307 – 1308 – 1309 – 1310 –  1311 – 1312 – 1313 – 1314 – 1315 – 1316 – 1317

## Események

### Határozott dátumú események
- június 15. – Károly Róbert a királyi haderő élén – a kassaiak, a szepesi szászok és a johanniták segítségével – legyőzi Csák Máté felvidéki tartományúr és Aba Amadé fiainak egyesített seregét a rozgonyi csatában. (A Felvidék északi és északkeleti része a király kezére kerül. A csata fordulópont a király és az oligarchák közti harcban.)[1]
- június 29. – VII. Henrik német-római császárrá koronázása.
- szeptember 7. – XI. Alfonz kasztíliai király trónra lépése.

### Határozatlan dátumú események
- Giovanni Soranzo velencei dózse megválasztása.
- a templomos rendet eltörlő pápai bulla kiadása[2]

## Születések
- november 13. – III. Eduárd angol király († 1377)

## Halálozások
- június 19. – Piers Gaveston, Cornwall earlje (* 1284 k.)
- szeptember 7. – IV. Ferdinánd kasztíliai király (* 1285)
- szeptember 9. – Wittelsbach Ottó magyar király, Alsó-Bajorország hercege (* 1261)